# Plan de los Comisionados de 1811

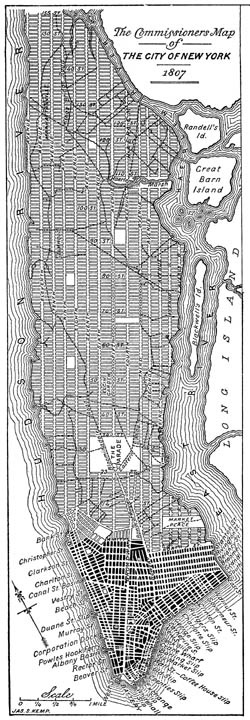
Vista del plano de 1807, Commissioners' Plan

Plano de Manhattan en 2023. A pesar de los muchos cambios que se han introducido, siendo los más destacados la incorporación de Central Park y la eliminación del Grand Parade, la cuadrícula definida por el Plan de los Comisionados de 1811 todavía es claramente visible.

El Plan de los Comisionados de 1811 es un plan urbanístico de la ciudad de Nueva York. A este plan se le considera «el documento más importante en el desarrollo de la ciudad de Nueva York». Este plan ha sido descrito como abarcando la «predilección republicana por el control y el equilibrio ... [y] la desconfianza a la naturaleza». Los comisionados para el diseño de los planos fueron John Randel Jr.; quien era el comisionado principal, Gouverneur Morris, John Rutherfurd y Simeon De Witt. Desde sus primeros días el plan fue criticado por su monotonía y rigidez, en comparación con los patrones de calles irregulares de las ciudades más antiguas; pero en los últimos años se le ha visto más favorablemente por parte de los planificadores urbanos.
Las calles del bajo Manhattan se habían desarrollado en su mayor parte ‘orgánicamente’ como la colonia de Nueva Ámsterdam  los caminos eran una mezcla de carriles, calles cortas y senderos formados al azar al paso de los nativos y los animales. La casualidad y la propiedad sin ningún orden era la regla general hasta 1800, cuando el Consejo Municipal de Nueva York comenzó a legislar sobre el paisaje, promulgando regulaciones para mantener una claridad de las calles y exigiendo que las nuevas calles a crear debían ser aprobadas con antelación. Se comenzaron a establecer impuestos a los propietarios para asumir el costo de mantenimiento de las calles. A partir de 1803, el Concejo Municipal comenzó la clausura a las calles que no servían a ningún propósito público y asumió la responsabilidad de la construcción de las calles; que hasta ese momento habían sido creadas por particulares.

## Estructura urbana
El Plan de 1811 definió que Manhattan se debería estructurar en forma de cuadrícula, con 12 avenidas en dirección norte-sur, y 155 calles en dirección este-oeste. Las avenidas habrían de tener 100 pies (unos 30 metros) de ancho, mientras que el ancho de las calles era de 60 pies (unos 18 metros), con la excepción de 15 calles que tendrían 100 pies (unos 30 metros) de ancho, al igual que las avenidas: se trata de las calles 14, 23, 34, 42, 57, 72, 79, 86, 96, 106, 116, 125, 135, 145 y 155.
Posteriormente, la cuadrícula de Manhattan continuó creciendo hacia el norte, y en la actualidad la calle numerada más alta en la isla es la 220 (si bien dentro del borough de Manhattan se alcanza hasta la calle 228, pero ya fuera de la isla, en Marble Hill, zona del distrito de Manhattan contigua con el Bronx).

## Nueva York en tercera dimensión
Durante el proceso de ejecución, se realizaron varios ajustes dentro de la ciudad, como la creación del Central Park (un rectángulo entre las Calles 59 y 110 y entre las avenidas quinta y octava) o el mantenimiento del gran camino que discurría desde la ciudad histórica hacia el norte (Broadway) que se convirtió en la “diagonal” perturbadora de la rígida malla de base. El camino de Broadway fue creando espacios irregulares que se convirtieron en los lugares públicos de referencia en la ciudad (Times Square, etc.).
Además de los cambios en la trama en dos dimensiones del plano, Nueva York tuvo una evolución espectacular en la tercera dimensión. La construcción en altura, apoyada en los descubrimientos tecnológicos, inició una carrera libre y aparentemente sin límite hacia el cielo. Estas construcciones cambiaron la ciudad por completo.
Esta ciudad pareciera ser homogénea en toda la isla de Manhattan debido a grilla de 60 por 200 metros, que mantiene una igualdad horizontal, y un permanente renovación en la vertical. Sin embargo hay diferencias implícitas que quedan en manifiesto durante el desarrollo histórico de esta ciudad. 
En un principio, cuando la ciudad comenzaba a urbanizarse, los enfrentamientos internos fueron de tal magnitud, que se destruyeron la mayoría de las viviendas, y lo que en un inicio había sido problema a un sector de la población más vulnerable, se masificó. En este escenario, fue cuando los propietarios descubren la especulación inmobiliaria y se expande la ciudad hacia el norte. John Jacob Astor, el primer multimillonario de América, le debió su fortuna al desarrollo de la cuadrícula de Manhattan, y al ir comprando parcela tras parcela hasta poseer casi toda la isla.
Por otro lado, el ansiado sueño de multiplicar la vivienda dentro de la Isla, provocaron que se cuadriplicara la población de Manhattan. Durante el siglo XIX, la ciudad pasa de tener alrededor de 500.000 habitantes a más de tres millones.
Para concluir, el constante cambio es propia de esta ciudad. Las renovaciones y gentrificaciones son naturales en una ciudad que toma lugar en una isla (escasez de suelo), y más aún con férreas y potentes presiones inmobiliarias. Lo que hace no muchos años era un barrio industrial, hoy son los barrios más caros y de moda, como es el caso de Chelsea, o The Villages e incluso el Soho, y que prontamente se saturarán, entrarán en obsolescencia, y se irán regenerando nuevos barrios.

## Críticas
El diseño presentado por la comisión fue muy criticado desde el principio, no solo porque no respetaba la topografía original de la isla; sino también porque no tenía en cuenta los ideales clásicos sobre la belleza y era bastante monótono en su regularidad. También fue muy criticado por el hecho de que su diseño responde exclusivamente a intereses económicos.
Entre los muchos críticos al diseño del plan se encontraban Edgar Allan Poe y Alexis de Tocqueville; quienes creían que fomentaba «una implacable monotonía».
Walt Whitman editor de The Brooklyn Eagle decía de este plan: «Nuestros perpetuos apartamentos muertos y calles cortandose en ángulos rectos, son ciertamente la última cosa en el mundo coherente con la belleza de la situación».